# Kazuki Tanaka
Kazuki Tanaka (født 13. januar 2000) er en japansk fodboldspiller.
Han har spillet for flere forskellige klubber i sin karriere, herunder FC Tokyo.